# 吹绵蚧属
吹绵蚧属（学名：Icerya）是半翅目下的一個屬。该属有30個以上物種，主要分布于澳洲界和东洋区。

## 形态
吹绵蚧属成虫的体长在2.7～10.4毫米之间，宽度为2.0～6.2毫米。雌成虫的触角通常有8～11节，下唇有3节。卵囊可能存在，也可能不存在。若存在，卵囊的内部通常没有内卵腔，但在一些种类中可能会有。如果存在内卵腔，其周围会形成完整的一圈刚毛，并具有双眼中心多格腺。内卵腔在后部分成熟时会硬化。腹疤通常为1～3个，但常见为3个。腹气门数量为2～3个。在部分种类中，简单多格腺有时会在气门口呈螺旋状排列。吹绵蚧属的所有种类中都没有复合多格腺，但在部分种类中存在空心大多格腺。